# Goran Navojec
Goran Navojec est un acteur croate, né le 10 octobre 1970 à Bjelovar (alors en Yougoslavie, aujourd'hui en Croatie). 

## Filmographie sélective
- 1992 : Jaguar
- 1996 : Kako je počeo rat na mom otoku
- 2004 : Naša mala klinika
- 2011 : Mission impossible : Protocole Fantôme
- 2011 : La Parade
- 2014 : Refroidis
- 2015 : Un jour comme un autre
- 2015 : Naša svakodnevna priča : Hike